# بول جنكينز (كاتب)

بول جنكينز (من مواليد 6 ديسمبر 1965) هو كاتبٌ هزليٌ بريطانيٌ وكاتب سيناريو وروائي ومخرج قصص. لقد حقق نجاحًا كبيرًا في العبور إلى سوق الكتب المصورة الأمريكية. كان جينكينز يعمل بشكلٍ أساسيٍ في مارفل كوميك،                                                                                                          وكان له دورٌ كبيرٌ في تشكيل شخصيات الشركة، حيث ساعد عبر بصمة مارفل نايت على دفع مارفل من إفلاس الفصل 11 قبل اختيار التركيز على المنشورات المستقلة. وهو معروف أيضًا بعمله السردي الرائد في مجال ألعاب الفيديو.                                                                                                             ويُعرف بأنه أحد أبرز منشئي الوسائط المتعددة في العالم لعمله عبر وسائط متعددة مثل الرسوم المتحركة، وألعاب الفيديو، والكتب المصورة، والأفلام.

## حياته السابقة
نشأ بول جنكينز على يد أحد الوالدين في البلد الغربي من وطنه المملكة المتحدة. اكتسب أول تجربةٍ له في الكتابة والإخراج أثناء دراسته للحصول على شهادته في التمثيل. [2] انتقل جينكينز إلى الولايات المتحدة في عام 1987، حيث قام بتدريس الموسيقى والدراما لأول مرةٍ للأطفال الذين يعانون من صعوبات التعلم قبل الشروع في مهنةٍ ناجحةٍ في صناعة الترفيه.

## وصلات خارجية
- بول جنكينز على موقع IMDb (الإنجليزية)
- بول جنكينز على موقع قاعدة بيانات الفيلم (الإنجليزية)

- بول جنكينز في قاعدة بيانات الأفلام على الإنترنت